# Megelli Motorcycles
Megelli Motorcycles war ein britischer Motorrad-Hersteller. Megelli Motorcycles wurde 2004 von Barry Hall gegründet. Am 31. Dezember 2013 wurde die Produktion eingestellt.

## Entwicklung

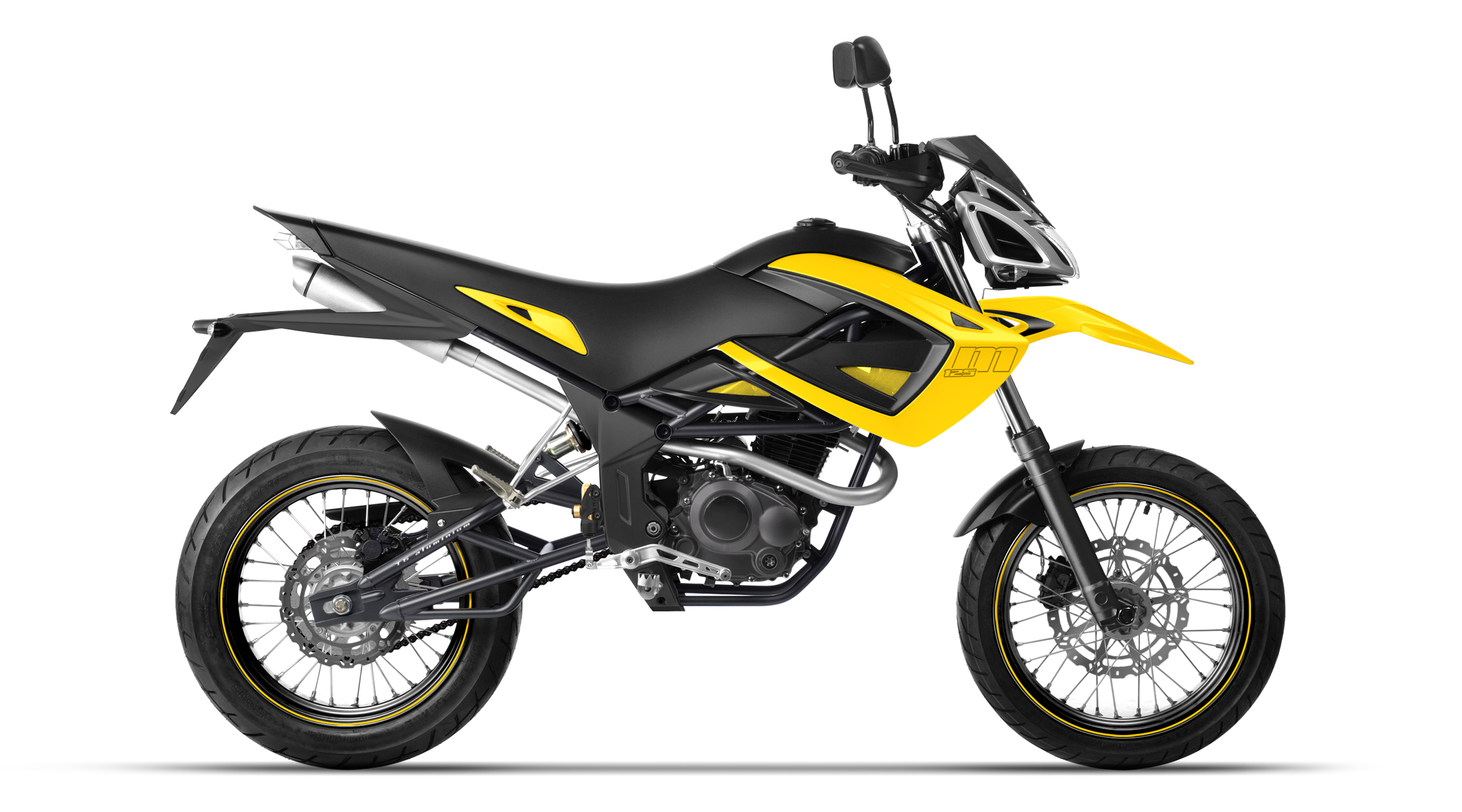
Megelli Supermoto 125M

Das erste Megelli-Motorrad geht auf eine Designstudie vom Juli 2005 zurück. Die Testproduktion begann im September 2007. Im November 2007 begann auf der Motorrad-Messe EICMA die Markteinführung. Seit Dezember 2007 erfolgt ein weltweiter Verkauf.
Megelli Motorcycles wird hauptsächlich aus Komponenten zusammengebaut, welche in Taiwan produziert werden. Ungefähr 75 % der Komponenten kommen aus Taiwan, darunter die Motoren von der Firma KOSO.

## Modelle

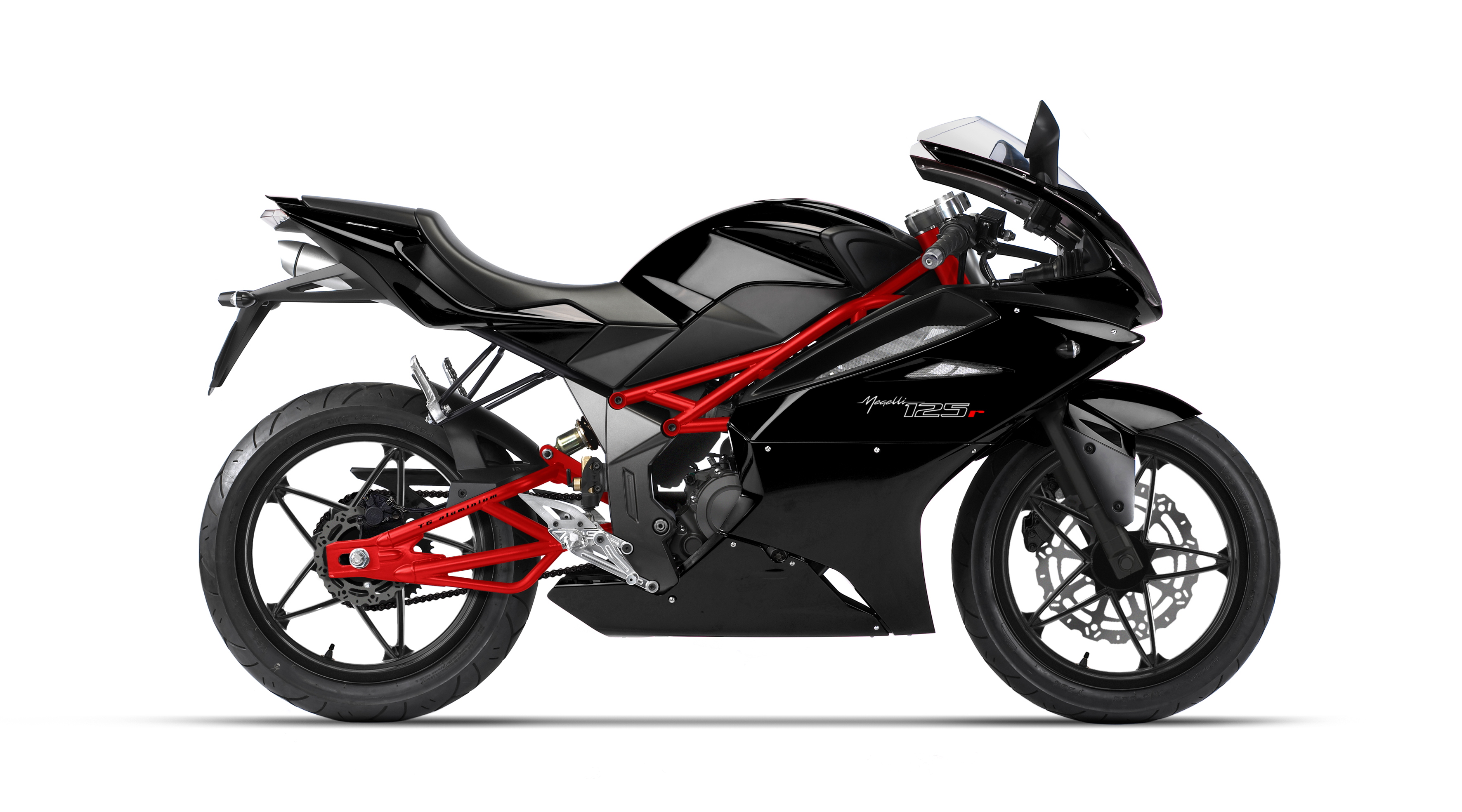
Megelli Sport 125R

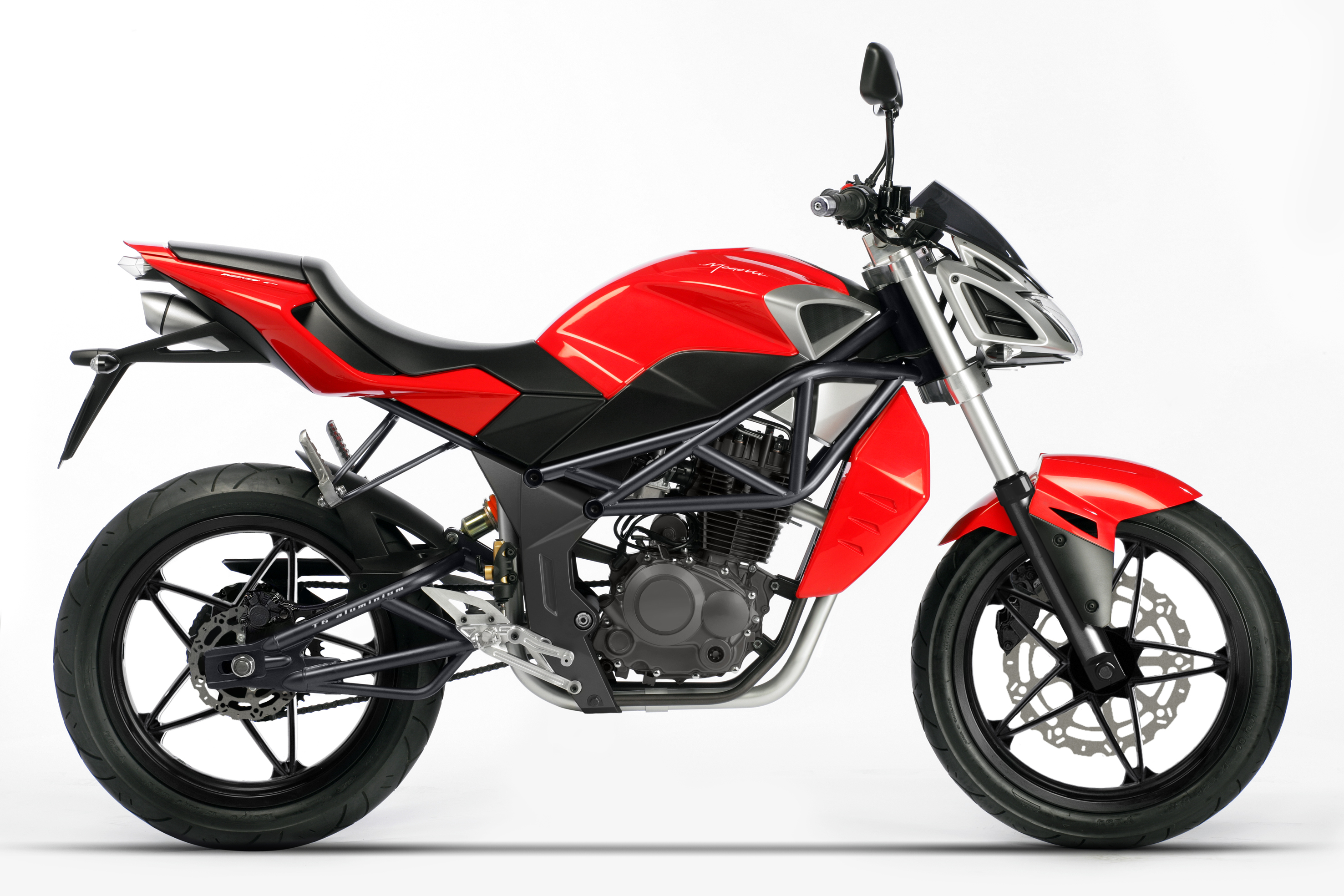
Megelli Naked 125S

Megelli Motorcycles baute anfangs drei Motorradtypen. Dabei handelte es sich um die Modelle Supermoto 125M, Sport 125R und Naked 125S.
2013 wurden sieben Modelle gebaut:
- Naked 125S
- Naked 250S
- Sport 125R
- Sport 250R
- Sport 250SE
- Supermoto 125M
- Supermoto 250M

Einstellung der Produktion
Die Firma Magelli gibt auf ihrer Internetseite die Einstellung der Produktion ab dem 31. Dezember 2013 bekannt. Als Grund wird die Beendigung der Kooperation mit dem Hersteller „Huansong Industries (group) Co Limited Hsundem“ angegeben.